# Макарий (Троицкий)
Епископ Макарий (в миру Макарий Трифонович Троицкий; 1830, Севский уезд, Орловская губерния — 3 (16) июля 1906, Белёв, Тульская губерния) — епископ Русской православной церкви, епископ Калужский и Боровский.

## Биография
Родился 1830 году в семье священника Севского уезда Орловской губернии.
Среднее духовное образование получил в Орловской духовной семинарии (1852). В 1856 году окончил Киевскую духовную академию со степенью кандидата богословия.
В октябре назначен преподавателем Орловской духовной семинарии.
8 ноября 1856 года рукоположён в сан иерея.
В 1865 году был законоучителем в орловском Александровском институте благородных девиц.
В 1877 году возведён в сан протоиерея.
15 октября 1879 года пострижен в монашество, а 28 октября возведён в сан архимандрита и назначен настоятелем Трубчевского Спасо-Чёлнского монастыря Орловской епархии.
25 февраля 1881 года переведён настоятелем московского Знаменского монастыря.
23 июля 1882 года хиротонисан во епископа Острогожского, викария Воронежской епархии.
С 21 мая 1886 года — епископ Оренбургский и Уральский.
С 22 октября 1895 года — епископ Калужский и Боровский. Несмотря на свой преклонный возраст часто объезжал епархию, ревизируя храмы и школы, везде произнося проповеди и поучения.
10 июля 1901 года уволен на покой в Киево-Печерскую лавру.
В 1902 году назначен управляющим Белёвским монастырем.
Скончался 3 июля 1906 года Белёвском Спасо-Преображенском монастыре. Похоронен в том же монастыре в Преображенском храме позади правого клироса.

## Сочинения
- «Слова, беседы и поучения». СПБ, 1881.
- «Беседы о Божественной Литургии». СПБ, 1881.
- «Великопостные поучения». Белев, 1904.
- «Воззвание об открытии в г. Оренбурге миссионерского братства». «Изв. Каз. Еп.» 1887, № 16, с. 378—379.
- «Священна лира в уединении». Вып. I, Киев, 1902. Вып. II, Тула, 1903. Вып. III, Белев, 1903.
- Слово в соборной церкви в первый воскресный день после большого пожара в г. Оренбурге 10 августа 1888 года. "Приб. к «ЦВ» 1888, № 40, с. 1093.